# کوه مابورگوس
کوه مابورگوس (به لاتین: Mount Maburgos) یک کوه در فیلیپین است که در باتانگا واقع شده‌است. کوه مابورگوس ۲۸۲ متر بالاتر از سطح دریا واقع شده‌است.